# شهرستان لواشینسکی
شهرستان لواشینسکی (به لاتین: Levashinsky District) یک منطقهٔ مسکونی در روسیه است که در داغستان واقع شده‌است.